# (10517) 1990 BH1
(10517) 1990 BH1 est un astéroïde de la ceinture principale d'astéroïdes découvert en 1990.

## Description
(10517) 1990 BH1 a été découvert le 28 janvier 1990 à Kushiro (Japon) par Seiji Ueda et Hiroshi Kaneda.

### Caractéristiques orbitales
L'orbite de cet astéroïde est caractérisée par un demi-grand axe de 2,64 ua, un périhélie de 2,22 ua, une excentricité de 0,16 et une inclinaison de 5,62° par rapport à l'écliptique. Du fait de ces caractéristiques, à savoir un demi-grand axe compris entre 2 et 3,2 ua et un périhélie supérieur à 1,666 ua, il est classé, selon la JPL Small-Body Database, comme objet de la ceinture principale d'astéroïdes.

### Caractéristiques physiques
(10517) 1990 BH1 a une magnitude absolue (H) de 13,4 et un albédo estimé à 0,035.